# Lino Legiša
Lino (Vendelin) Legiša, slovenski literarni zgodovinar, filolog in kritik, * 22. marec 1908, Škoflje pri Divači, † 28. junij 1980, Ljubljana. 

## Življenje in delo
Lino Legiša je maturiral na klasični gimnaziji v Ljubljani. 1930–34 je študiral slavistiko v Ljubljani. Po diplomi je bil 1935–37 suplent na klasični gimnaziji v Ljubljani, do leta 1941 pa profesor na celjski gimnaziji. Doktoriral je leta 1938 z disertacijo Slovenska poezija od Vodnikovih Pesmi za pokušino do priprav za Kranjsko Čbelico (COBISS) in študij nadaljeval v Parizu.
Od poletja 1941 je sodeloval z OF, 1942 je postal predsednik rajonskega odbora. 1942–45 je bil odpeljan v internacijo, najprej v Italijo, kasneje v Dachau. Po vrnitvi je bil šef odseka za literaturo na ministrstvu za prosveto. 1946–54 je zopet služboval kot profesor na srednjih šolah. Od leta 1955 dalje je deloval na inštitutu za slovenski jezik na SAZU, ob tem pa je tudi predaval svetovno in jugoslovansko književnost na igralski akademiji. 
Bil je sourednik Jezika in slovstva (1957–60), Slovenskega pravopisa (1962) in Slovarja slovenskega knjižnega jezika. Poleg tega je bil še urednik in soavtor Zgodovine slovenskega slovstva, pripravil pa je tudi znanstveno izdajo Kalobškega rokopisa in Pisanic s študijami. V člankih, esejih in kritikah je spremljal sodobno slovensko literarno ustvarjanje, posebno pozornost je posvetil Primorski. V zadnjih letih se je ukvarjal predvsem z znanstveno obdelavo starejše slovenske literature.

## Izbrana bibliografija
- V preizkušnji. Ljubljana: Slovenska matica, 1982. (COBISS)
- Pismenstvo. Ljubljana: s.n., 1956. (COBISS)

Uredniško delo
- Slovar slovenskega knjižnega jezika. Ljubljana: Državna založba Slovenije,1980–1991. (COBISS)
- Zgodovina slovenskega slovstva. Ljubljana: Slovenska matica, 1956–1971. (COBISS)
- Liber cantionum Carniolicarum = Kalobški[!] rokopis. Ljubljana: Slovenska akademija znanosti in umetnosti, 1973. (COBISS)
- Pisanice 1779–1782. Ljubljana: Slovenska akademija znanosti in umetnosti, 1977. (COBISS)
- Srečko Kosovel: Sonce ima krono: Pesmi in proza. Ljubljana: Mladinska knjiga, 1974. (COBISS)
- Pojte, pojte drobne ptice: Pesmi za otroke. Ljubljana: Mladinska knjiga, 1955. (COBISS)